# Access prime-time
L’avant-soirée, le début de pointe ou, par anglicisme access prime time [ˈæksɛs pɹaɪ̯m tʰaɪm], désigne, dans le jargon télévisuel ou radiophonique, la plage horaire de diffusion précédant l'émission de la première partie de soirée (« prime time »), ce qui correspond au créneau de 18 à 21 h. 

## Intérêt
Il s'agit de l'horaire où les revenus publicitaires sont les plus forts, les publicités télévisées diffusées à cette période sont généralement celles vendues les plus chers de la journée. C'est durant cette plage horaire que le plan publicitaire est le plus élevé et que les chaînes gagnent le plus en matière de revenus publicitaires. Les chaînes de télévision y diffusent les séries et émissions à fortes audiences.